# SC Tasmania 1900 Berlin
Der Sport-Club Tasmania von 1900 Berlin e. V., allgemein bekannt als Tasmania 1900 Berlin, war ein Sportverein aus dem Berliner Bezirk Neukölln. Der am 2. Juni 1900 als Rixdorfer TuFC Tasmania 1900 gegründete Verein erlangte vor allem wegen seines schlechten Abschneidens in der Fußball-Bundesliga der Saison 1965/66 Bekanntheit. Darüber hinaus waren die Neuköllner aber auch mehrfacher Teilnehmer an der Endrunde um die deutsche Meisterschaft und langjähriges Mitglied der obersten Berliner Spielklassen.
Der Verein musste als Spätfolge des Abstiegs aus der Bundesliga Konkurs anmelden und wurde im Juli 1973 aufgelöst. Als inoffizieller Nachfolger gilt der SV Tasmania Berlin, der am 3. Februar 1973, also noch vor dem juristischen Ende des SC Tasmania, als Tasmania Neukölln gegründet wurde und einen Teil der Nachwuchsspieler des insolventen SC Tasmania aufnahm.
Tasmanias Heimspielstätte war der Werner-Seelenbinder-Sportpark (bis 2004 Sportpark Neukölln). Während seiner Zugehörigkeit zur Regionalliga (1963–1965 und 1966–1973), der damals zweithöchsten Spielklasse, und zur Bundesliga (1965/66) trug der Verein seine Heimspiele im Olympiastadion Berlin aus.

## Geschichte

### 1900–1945: Im MFB und VBB

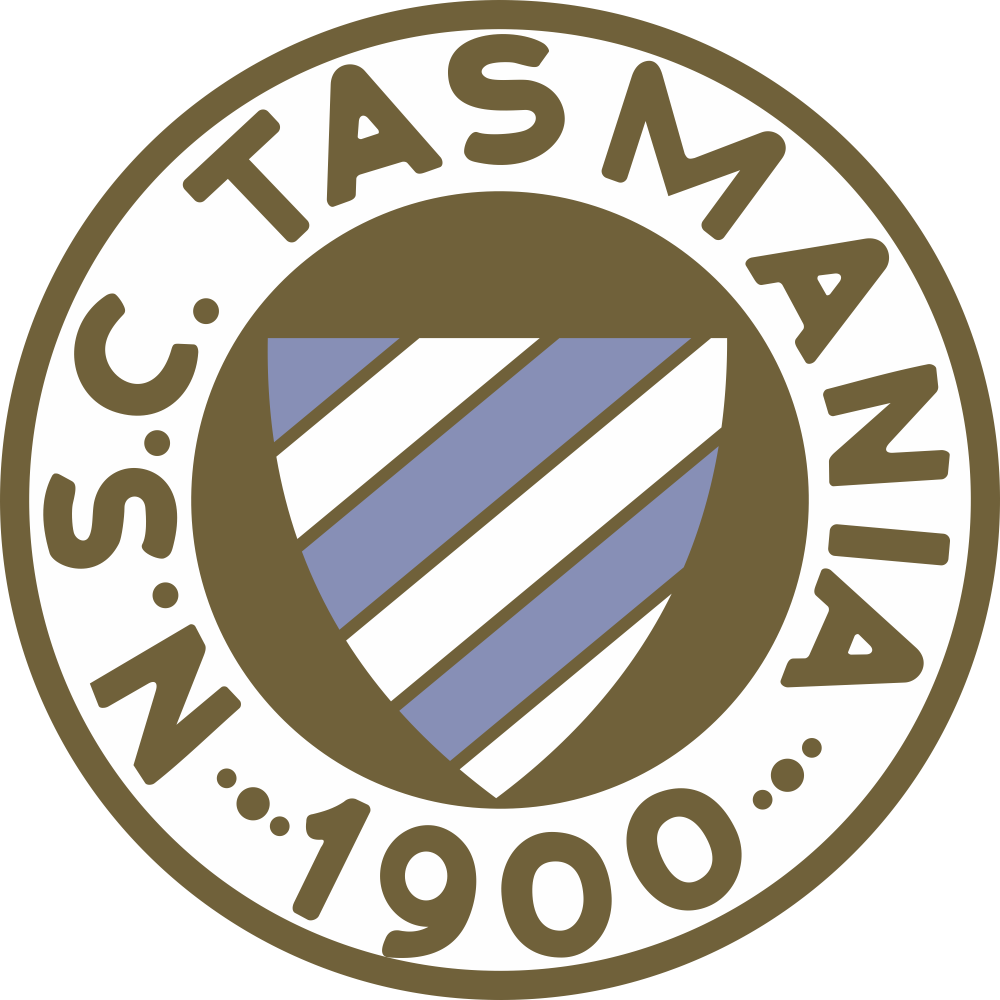
Logo des Neuköllner SC Tasmania

Tasmania wurde am 2. Juni 1900 zunächst als Rixdorfer TuFC Tasmania 1900 gegründet. Zehn Jahre zuvor hatte sich bereits ein „Berliner FC Tasmania 1890“ gegründet. Aus heutiger Quellenlage kann aber nicht gesagt werden, ob es personelle Überschneidungen zwischen beiden Vereinen gab und die Neugründung von 1900 den alten Verein mit Namensähnlichkeit ablöste. Im Jahre 1907 gab es indes eine kleinere Namensänderung der neuen Tasmania von Rixdorfer TuFC Tasmania 1900 in Rixdorfer FC Tasmania 1900. Mit der Umbenennung der Stadt Rixdorf in Neukölln änderte 1912 auch der Verein seinen Namen in Neuköllner SC Tasmania.
Der Verein schloss sich zunächst dem Märkischen Fußball-Bund (MFB) an und stieg dort 1908 in die höchste Spielklasse auf. Als Neuling konnte Tas – so der Spitzname des Vereins – auf Anhieb die Verbandsmeisterschaft gewinnen und diesen Titel in den folgenden zwei Spielzeiten erfolgreich verteidigen. Dadurch waren die Rixdorfer auch jeweils teilnahmeberechtigt zur Endrunde um die deutsche Meisterschaft, wobei sie sich 1910 und 1911 noch in Ausscheidungsspielen gegen die Meister des Berliner Ballspiel-Bunds (BBB) und Verbands Berliner Athletik-Vereine (VBAV) durchsetzen mussten. Während sie 1909 und 1911 jeweils im Viertelfinale scheiterte, erreichte die Mannschaft 1910 das Halbfinale.
| Vereinsnamen |
| --- |
| - 1900–1907: Rixdorfer TuFC Tasmania 1900 - 1907–1912: Rixdorfer FC Tasmania 1900 - 1912–1945: Neuköllner SC Tasmania - 1946–1948: SG Neukölln-Mitte - 1949–1973: SC Tasmania 1900 Berlin |

Nachdem der MFB mit dem VBAV und dem Verband Berliner Ballspielvereine zum Verband Brandenburgischer Ballspielvereine (VBB) zusammengelegt worden war, konnte Tasmania seine Spitzenposition nicht behaupten und stieg 1913 aus der obersten Spielklasse ab. In den folgenden Jahren bis zur Gründung der Gauliga Berlin-Brandenburg im Jahr 1933 wechselte Tasmania häufig zwischen der ersten und zweiten Spielklasse hin und her. Insgesamt spielte man sechs Spielzeiten (1921/22, 1925 bis 1929 und 1930/31) in der höchsten VBB-Verbandsliga. Für die Gauliga waren die Neuköllner lange Zeit zu schwach und stiegen erst 1940 auf, nachdem der Zweite Weltkrieg bereits den Spielbetrieb beeinträchtigt hatte. Im August 1940 schloss sich der SC Attila Berlin den Neuköllner Fußballern an. Nachdem man 1941 wieder ab- und 1942 wieder aufgestiegen war, hielt man sich bis zum Ende des Krieges in der Gauliga.

### 1945–1965: In der Berliner Stadtliga
Nach dem Zweiten Weltkrieg wurde der Verein durch die alliierten Kontrollbehörden aufgelöst und 1946 als SG Neukölln-Mitte neu gebildet. Das Team verpasste zunächst die Qualifikation für die neugegründete Berliner Stadtliga und stieg erst 1949 – inzwischen unter dem Namen SC Tasmania 1900 Berlin – auf. Danach hielten sich die Tasmanen bis 1952 in der Vertragsliga (so hieß die Spielklasse seit 1950). Nach dem Wiederaufstieg 1955 gehörte Tas bis zur Gründung der Fußball-Bundesliga fest zur Vertragsliga und entwickelte sich mit drei Berliner Meisterschaften und fünf Berliner Pokalsiegen in den kommenden Jahren zur führenden Mannschaft in West-Berlin. Dementsprechend war die Enttäuschung groß, als anstelle Tasmanias der Lokalrivale Hertha BSC den an Berlin zu vergebenden Platz in der neuen Bundesliga einnehmen durfte. Tas sah sich benachteiligt und warf der Hertha Bilanzfälschung vor, hatte aber mit dem Protest keinen Erfolg.

### 1965/1966: Bundesliga

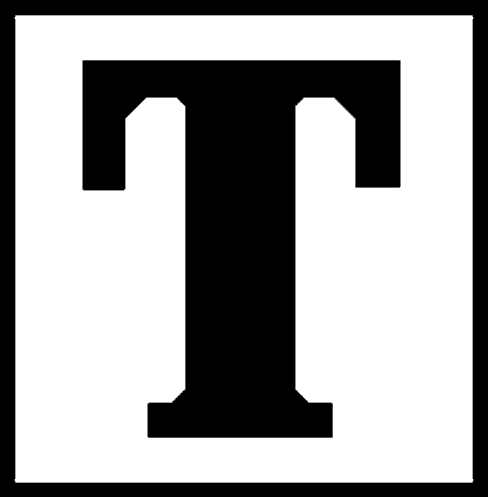
Historisches Vereinswappen aus dem Jahr 1966

Zwei Jahre nach der erfolglosen Bewerbung für die Bundesliga durfte Tasmania überraschend doch noch in der ersten Spielklasse antreten: Nachdem Ende Februar 1965 bei einer Kontrolle der Kassenbücher bei Hertha BSC ein Fehlbetrag in Höhe von 192.000 D-Mark festgestellt worden war, wurde der Verein wegen Verstoßes gegen die finanziellen Regelungen des Bundesligastatuts aus dieser Liga ausgeschlossen. Am 25. Juni 1965 entschied zunächst der DFB-Bundesligaausschuss, eine Aufstiegsrunde zwischen dem besser platzierten sportlichen Absteiger der Bundesliga-Saison 1964/65, nämlich dem Karlsruher SC, ferner den beiden Zweiten der Aufstiegsrunden aus der Regionalliga-Saison 1964/65, SSV Reutlingen und 1. FC Saarbrücken, sowie Tasmania um den vakanten 16. Bundesligastartplatz der Folgesaison auszutragen. Wenige Tage später nahm der DFB-Vorstand die Beschwerde des KSC hiergegen an, hob die Entscheidung des Ausschusses auf und bestätigte, dass die Karlsruher in der Bundesliga verbleiben würden. Ein Gnadengesuch seitens Hertha BSC lehnte der DFB in den frühen Morgenstunden des 3. Juli 1965 ab. Da der Karlsruher SC quasi auf den 14. Platz vorrückte, erübrigte sich die Aufstiegsrunde. Dieses Urteil, darunter auch der Klassenverbleib der Karlsruher, wurde zwei Wochen später durch das DFB-Bundesgericht nach Beschwerden der Tasmania und Tennis Borussia Berlin aufgehoben. Die Bundesligavereine sprachen sich unterdessen für eine Erhöhung der Liga auf 17 Mannschaften aus.
Des Weiteren drängte unter anderem der Axel-Springer-Verlag seit Anfang Juli 1965 auf die Teilnahme eines West-Berliner Vereins in der höchsten Spielklasse. Tennis Borussia Berlin als Meister der Berliner Regionalliga 1964/65 war bereits zuvor in der Aufstiegsrunde gescheitert und der zweitplatzierte Verein Spandauer SV verzichtete auf den Aufstieg, sodass der drittplatzierte Verein Tasmania Berlin spätestens am 23. Juli 1965 als möglicher 17. Verein genannt wurde, während der Karlsruher SC inzwischen wieder in die Liga aufgenommen worden war. Am 31. Juli entschied der DFB-Verbandstag schließlich, die Tasmania endgültig in die Bundesliga aufzunehmen. Diese Entscheidung stieß in Westdeutschland wegen der geringen Spielstärke der Westberliner Vereine auf Kritik. Um die Kritik, den Verein nur aus politischen Gründen in die Bundesliga aufgenommen zu haben, zu entschärfen, habe man dem ursprünglichen Absteiger FC Schalke 04 im 14. DFB-Entscheid in Folge des Finanzskandals einen 18. Startplatz für die kommende Bundesligasaison zugesprochen, sodass die Saison 1964/65 ohne sportlichen Absteiger endete und die Bundesliga seitdem bis heute mit 18 Mannschaften (außer in der Saison 1991/92 aufgrund des Zusammenschlusses DFB (BRD) und DFV (DDR) mit 20 Mannschaften) ausgespielt wird.
Da das erste Bundesligaspiel, ein Heimspiel gegen den Karlsruher SC, bereits für den 14. August 1965 terminiert war, musste binnen kürzester Zeit der Spielkader Tasmanias, auch unter Mithilfe der ADAC-Reiserufe aus dem Urlaub zurückbeordert werden. Eine Vorbereitung, wie andere Vereine sie praktizierten, war auch deshalb nicht gegeben, weil in der verbliebenen Zeit noch Neuzugänge gefunden werden mussten. Es handelte sich um Hans-Jürgen Bäsler (von Arminia Bielefeld), Heribert Finken (von Heracles Almelo), Ulrich Sand (von Wacker 04 Berlin), Torwart Heinz Rohloff (vom Bonner FV), Bernd Meißel (vom Berliner SV 1892), Lothar Zeh und Volker Becker (von den eigenen Amateuren). Zuletzt wurde mit Horst Szymaniak (vom FC Varese) noch ein langjähriger Nationalspieler verpflichtet, der kurz zuvor noch aus dem Kader der deutschen Nationalmannschaft für die Weltmeisterschaft 1966 in England gestrichen worden war. Da Torjäger Heinz Fischer zum Ende der Vorsaison an Eintracht Gelsenkirchen abgegeben worden war, fehlte zudem der wichtigste zentrale Stürmer. Viele der Spieler mussten in der Folge aufgrund der Umstellung zum Vollprofi ihre Arbeitsstelle ganz oder zumindest teilweise aufgeben. Der Aufbau einer konkurrenzfähigen Mannschaft war insgesamt nicht möglich. Immerhin wurde das Auftaktspiel gegen den Karlsruher SC im vollbesetzten Olympiastadion durch zwei Tore von Wulf-Ingo Usbeck mit 2:0 gewonnen. Anschließend begann eine Serie von 31 Bundesligaspielen ohne Sieg mit zum Teil hohen Niederlagen und wenigen Unentschieden. Anfang März 1966 steckte Tasmania (wieder) in einer finanziellen Krise und ersuchte seine Spieler, auf einen Teil der vertraglich vereinbarten Bezüge zu verzichten. Auch deshalb wurde Tasmania Berlin zum bis heute erfolglosesten Team in der Bundesliga: In den 34 Saisonspielen gelangen lediglich zwei Siege. Mit 15:108 Toren und 8:60 Punkten belegte Tasmania Berlin abgeschlagen den letzten Platz. Das Team errang nur einen einzigen Auswärtspunkt mit einem Unentschieden beim 1. FC Kaiserslautern.

#### Rekorde
Tasmania 1900 Berlin gilt bis heute als der erfolgloseste Verein der Bundesliga. Dies spiegelt sich unter anderem auch in den Rekorden wider, die der Verein seit der Saison 1965/66 hält.
- letzter Platz in der Ewigen Bundesliga-Tabelle
- schlechteste Saisonbilanz der Bundesliga: wenigste Tore (15), meiste Gegentore (108), daraus resultierend die schlechteste Tordifferenz (−93), wenigste Punkte (8:60 nach der Zwei-Punkte-Regel; 10 nach der Drei-Punkte-Regel), wenigste Siege (2; zusammen mit dem Wuppertaler SV 1974/75), meiste Niederlagen (28)
- längste Serie ohne Sieg (31 Spiele; 14. August 1965 bis 21. Mai 1966)
- höchste Heimniederlage der Bundesliga (0:9 gegen den Meidericher SV am 26. März 1966)
- Bundesliga-Spiel mit den wenigsten Zuschauern (außerhalb der Spielzeiten, die den Corona-Einschränkungen unterlagen): Am 15. Januar 1966 wurde mit 827 Zuschauern (gegen Borussia Mönchengladbach) der Tiefststand erreicht.

Zudem hielt man lange den Rekord für
- die meisten sieglosen Heimspiele in Folge (15); dieser Rekord wurde in der Saison 2004/05 von Hansa Rostock eingestellt, und in der Saison 2009/10 von Hertha BSC (16) gebrochen, sowie 2012/13 von der SpVgg Greuther Fürth (17, ganze Saison ohne Heimsieg).
- die längste Heimniederlagenserie (acht, 28. August bis 8. Dezember 1965); dieser Rekord wurde erst in der Saison 2004/05 von Hansa Rostock eingestellt.
- die schlechteste Heimbilanz in einer Saison (7:27 Punkte, entsprechend 9 Punkten nach der Drei-Punkte-Regel); dieser Rekord wurde u. a. durch die SpVgg Greuther Fürth 2012/13 gebrochen (nur 4 Heimpunkte);[23] auch der SC Paderborn erreichte 2019/20 nur 8 Heimpunkte.[24]
- die längste Niederlagenserie (zehn Spiele); dieser Rekord wurde 2021 durch die SpVgg Greuther Fürth gebrochen (zwölf Niederlagen in Folge).
- die schlechteste Auswärtsbilanz (1:33 Punkte); dieser Rekord wurde 1984 durch den 1. FC Nürnberg gebrochen (0:34 Punkte) – jeweils nach der Zwei-Punkte-Regel.

Bemerkenswert ist auch, wie steil das Interesse des Berliner Publikums an Tasmania abnahm: Kamen zum Saisonauftakt gegen den Karlsruher SC 81.500 Zuschauer, waren es beim folgenden Heimspiel noch 70.000. Danach sank die Zuschauerzahl kontinuierlich – 40.000, 25.000, 10.000. Der Durchschnitt belief sich aufgrund des hohen Zuschauerzuspruchs zu Saisonbeginn auf 19.400 Zuschauer pro Spiel.

#### Kader
| Tor                                                                                        | Abwehr | Mittelfeld | Angriff |
| ------------------------------------------------------------------------------------------ | --- | --- | --- |
| Klaus Basikow (14 Spiele/0 Tore) Hans-Joachim Posinski (2/0) Heinz Rohloff (18/0)          | Hans-Jürgen Bäsler (17/0) Hans-Günter Becker (33/0) Volker Becker (6/0) Helmut Fiebach (18/0) Heribert Finken (10/0) Bernd Meißel (21/0) Eckhardt Peschke (15/0) Horst Talaszus (9/0) | Peter Engler (26/2) Bernd Hänsler (5/0) Klaus Konieczka (30/1) Jürgen Linder (8/0) Manfred Maeder (4/0) Horst Szymaniak (29/1) | Erwin Bruske (7/0) Wolfgang Neumann (19/2) Wolfgang Rosenfeldt (20/2) Ulrich Sand (9/0) Wulf-Ingo Usbeck (28/4) Jürgen Wähling (12/0) Lothar Zeh (14/3) |
| Trainer: Franz Linken (bis 10. November 1965), Heinz-Ludwig Schmidt (ab 10. November 1965) | | | |

### 1973 bis heute: Insolvenz, Gründung eines Nachfolgers und aktuelle Entwicklung

Vereinswappen des SV Tasmania Berlin

Nach dem Abstieg verließen namhafte Spieler den Verein: Torjäger Ingo Usbeck (zum 1. FC Nürnberg) und Klaus Konieczka (zu Eintracht Trier), die Fußball-Legende Horst Szymaniak beendete seine Laufbahn als Profi. Ansonsten blieb ein Großteil des Bundesliga-Kaders beisammen. Am 21. August 1966 gewann die abgestiegene Tasmania in der Regionalliga Berlin ihr erstes Heimspiel mit 2:1 gegen den SC Staaken vor 920 Zuschauern. Die Gegner der Saison waren nun Vereine wie der VfB Hermsdorf (2:2 auf dem dortigen Sportgelände am 11. August 1966) oder die Lichterfelder SU (2:1-Sieg der Tasmania beim Heimspiel am 18. September 1966). In der Regionalliga blieb Tasmania konkurrenzfähig, belegte bis 1973 immer einen der vorderen fünf Plätze und qualifizierte sich 1968/69, 1970/71 sowie 1971/72 für die Aufstiegsrunde in die Fußball-Bundesliga. Jedoch hatte sich der Verein dabei finanziell übernommen und ging im Juli 1973 bankrott.
Eltern von Jugendspielern des in Auflösung befindlichen Sport-Clubs gründeten am 3. Februar, ein halbes Jahr vor dem endgültigen Ende der Tas, den SV Tasmania 73 Neukölln. Dieser gilt allerdings nicht als Rechtsnachfolger. Der Verein startet in der untersten Liga, der Berliner C-Klasse. Nach vier Aufstiegen in acht Jahren befand er sich ab 1981 für zehn Jahre in der damals drittklassigen Oberliga Berlin. Die zwei Jahrzehnte nach dem Fall der Mauer waren turbulent, von vielen Auf- und Abstiegen geprägt und mündeten in dem Niedergang bis in die achtklassige Bezirksliga Berlin. Als im Jahr 1999 mit der Wohnungsbaugesellschaft Gropiusstadt ein neuer Sponsor für die Tasmanen gefunden war, wurde der Name im Dezember 2000 in SV Tasmania Gropiusstadt 73 geändert.
In Anlehnung an die Wurzeln im ehemaligen SC Tasmania von 1900 wurde der Name 2011 in SV Tasmania Berlin geändert. Die erste Mannschaft des SV Tasmania wurde in der Saison darauf Meister der Landesliga Berlin und kletterte in die Berlin-Liga empor. In der Saison 2014/15 stellten die Neuköllner zusammen mit TeBe einen neuen Zuschauerrekord auf. 1910 Menschen wollten das Spitzenspiel sehen. Das Team stieg in der Saison 2018/19 als Meister der Berlin-Liga in die Oberliga Nordost auf. Zwei Jahre darauf gelang als Meister der Oberliga 2020/21 der Aufstieg in die Regionalliga. Seit 2010 haben sich die neuen Tasmanen von der achtklassigen Bezirksliga durch vier Aufstiege zwischenzeitlich in die viertklassige Regionalliga Nordost hochgearbeitet, aus der man allerdings nach einer Saison wieder abstieg. Während dieser Zeit gelang ihnen auch der zweimalige Einzug ins Berliner Pokalfinale.

## Erfolge
- Teilnahme an der Endrunde um die deutsche Meisterschaft: 1909, 1910 (Halbfinale), 1911, 1959, 1960, 1962
- Bundesligist: 1965/66
- Berliner Meister: 1909, 1910, 1911 (jew. im MFB), 1959, 1960, 1962 (jew. in der Stadtliga Berlin), 1964 und 1971 (jeweils in der Regionalliga Berlin)
- Berliner Pokalsieger: 1957, 1960, 1961, 1962, 1963, 1970 und 1971
- Teilnahme am Messepokal: 1962/63
- Teilnahme am International Football Cup: 1961/62, 1963/64

## Bekannte Trainer
- Gerhard Graf: von 1955 bis 1957
- Fritz Maurischat: vom 1. Juli 1958 bis 30. Juni 1963
- Günther Baumann: 1963/64
- Franz Linken: vom 1. Juli 1963 bis 10. November 1965
- Heinz-Ludwig Schmidt: vom 11. November 1965 bis 30. Juli 1966
- Slobodan Cendic: vom 1. Juli 1966 bis 30. Juni 1967 und vom 1. Januar 1972 bis 30. Juni 1972
- Gyula Lóránt: vom 1. Juli 1968 bis 30. Juni 1969
- Peter Velhorn: vom 1. Juli 1972 bis 30. Juni 1973